# UTC±0
Die Zonenzeit  UTC±0 notiert, dass kein Zeitunterschied zur koordinierten Weltzeit UTC besteht.  Bezugsmeridian ist der Nullmeridian, der Längenhalbkreis 0°. Auf Uhren mit dieser Zonenzeit ist es eine Stunde früher als die MEZ und besteht Zeitgleichheit mit der GMT, WEZ und UTC.
Sie wird für die Zeitzonen Westeuropäische Zeit (WEZ bzw. international englisch WET, Western European Time) als Standardzeit verwendet. In Großbritannien und Westafrika ist Greenwich Mean Time (GMT) der Name der Zeitzone. Außerdem gilt sie für diverse Sommerzeiten.
| Die aktuelle UTC ist: 20:10 |
| Zeitangabe aktualisieren    |

## Westeuropäische Zeit / Greenwich Mean Time
| Süd-Sommer-/Nord-NormalzeitSeegebiet | Nord-Sommer-/Süd-NormalzeitStandardzeit ganzjährig |

|                        |                                                                     |
| Europäische Zeitzonen: |                                                                     |
| violett                | Azoren (UTC−1) Azoren, Sommerzeit (UTC±0)                           |
| lilablau               | Westeuropäische Zeit (UTC±0)                                        |
| blau                   | Westeuropäische Zeit (UTC±0) Westeuropäische Sommerzeit (UTC+1)     |
| rot                    | Mitteleuropäische Zeit (UTC+1) Mitteleuropäische Sommerzeit (UTC+2) |
| gelb                   | Kaliningrader Zeit (UTC+2)                                          |
| ocker                  | Osteuropäische Zeit (UTC+2) Osteuropäische Sommerzeit (UTC+3)       |
| hellgrün               | Moskauer Zeit / Türkei-Zeit (UTC+3)                                 |
| hellcyan               | Armenische Zeit / Aserbaidschanische Zeit / Georgische Zeit (UTC+4) |

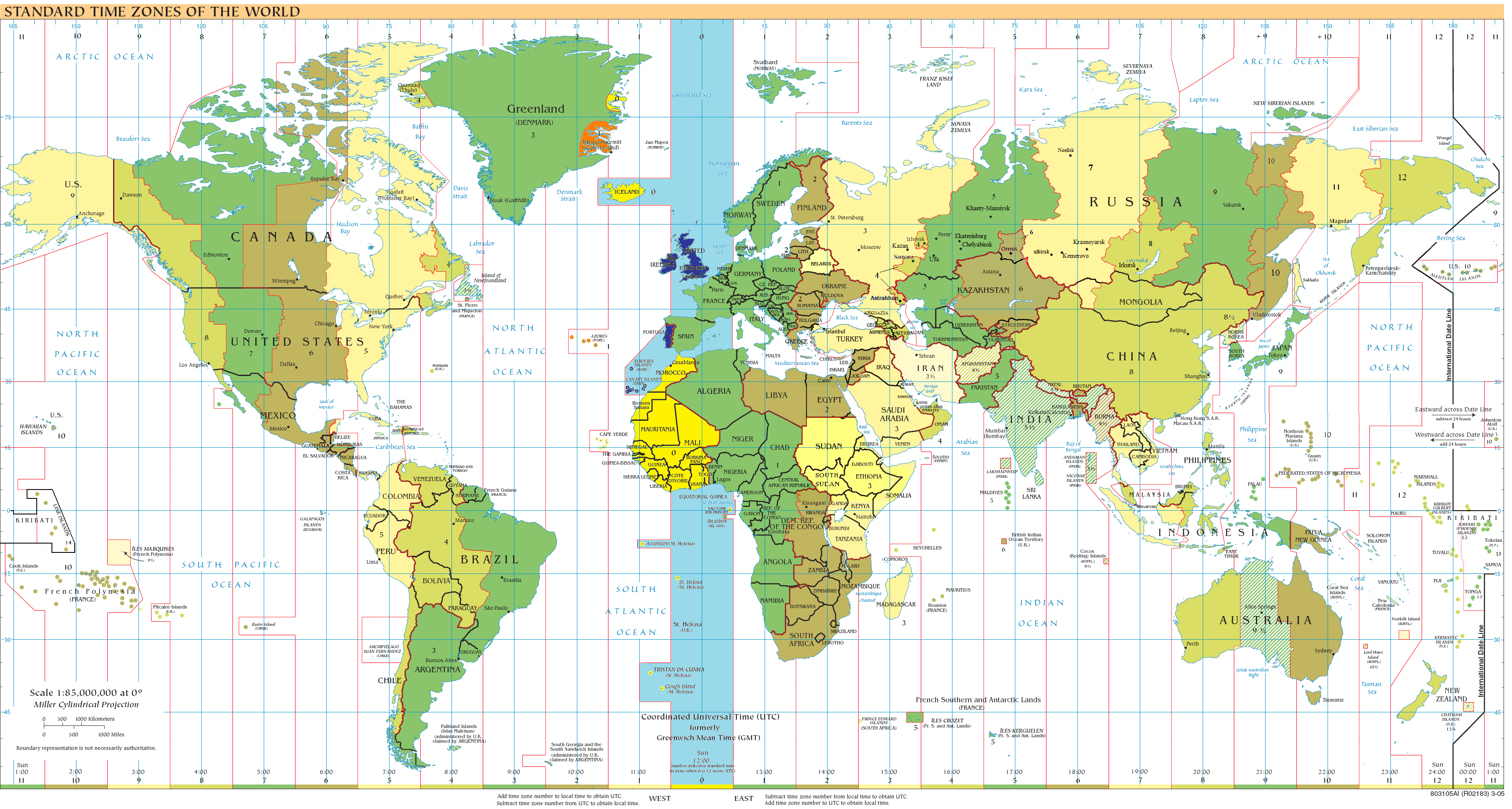
UTC+0:

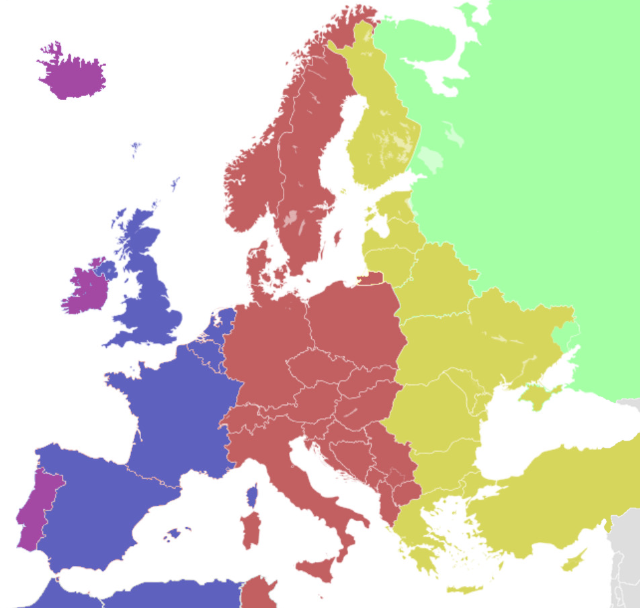
Hypothetische Zeitzonen in Europa, wenn konsequent der Grundsatz angewendet würde, dass ein Land die Zeitzone benutzt, in der der Hauptteil des Landes liegt. Legende wie in der Karte unten. Portugal und Irland könnten dann sogar die Azorenzeit nutzen. Der Oblast Kaliningrad wurde gesondert betrachtet und der MEZ zugeschlagen

Folgende Länder und Regionen verwenden die WEZ bzw. GMT (von Nord nach Süd)
- ganzjährig im Nordatlantik:
  - Danmarkshavn (Kong Frederik VIII Land), Grönland/Dänemark
  -  Island, seit 1968
beide liegen etwa 15°–25° West, haben also über eine Stunde Zeitschiebung im Bezug zur Ortszeit, was aber aufgrund der Nähe zum Polarkreis im Winter kaum Auswirkungen hat (Polarnacht), im Sommer dafür Auswirkung wie eine Sommerzeit
- als Normalzeit (als Sommerzeit gilt Westeuropäische Sommerzeit (WESZ/WEST): UTC+1)
  -  Färöer zum Kgr.  Dänemark gehörig, seit 1908
  -  Vereinigtes Königreich: offiziell Greenwich Mean Time GMT seit 1847,  Nordirland seit 1922, einschließlich  Isle of Man,  Guernsey und  Jersey; Sommerzeit British Summer Time (BST) bzw. Greenwich Daylight Savings Time (GDT)[2]
  -  Irland: offiziell Greenwich Mean Time GMT seit 1922, Sommerzeit dort Irish Standard Time (IST) bzw. Am Caighdeánach na hÉireann (ACÉ)[3]
beide 1968–1971 British Summer Time/Irish Standard Time ganzjährig, 1940–45/47 IST als Normalzeit, British Double Summer Time (BDST) GMT+2 als Sommerzeit
  -  Portugal-kontinental und Madeira; ohne Azoren (Azores Standard Time AZOST, UTC-1), wohl aber deren Sommerzeit (siehe unten) – seit 1911, 1966–1976 und 1992–1996 kontinental Mitteleuropäische Zeit
  -  Kanarische Inseln, zu  Spanien gehörig, seit 1946
- für den Südatlantik gilt Standardzeit ganzjährig:
  -  St. Helena, Ascension und Tristan da Cunha St. Helena, Ascension und Tristan da Cunha, Britisches Überseegebiet: Ascension, St. Helena, Tristan da Cunha, Gough Island
  - Bouvetinsel (Norwegen)

## Greenwich Mean Time / Temps Moyen de Greenwich in Afrika
Folgende Länder in Westafrika verwenden die GMT:
- Burkina Faso
- Elfenbeinküste
- Ghana
- Guinea
- Gambia
- Guinea-Bissau
- Liberia
- Mali
- Mauretanien
- São Tomé und Príncipe
- Senegal
- Sierra Leone
- Togo

## Sommerzeit
- Ittoqqortoormiit/Kong Christian IX Land,  Grönland/Dänemark: folgt den Sommerzeit-Regeln der EU
- Azoren,  Portugal: Azores Daysaving Time (AZODT), folgt den Sommerzeit-Regeln der EU

## Historische Verwendung
Vom 11. März 1911 bis zur deutschen Besetzung 1940 verwendete Frankreich ebenfalls die Westeuropäische Zeit und führte diese am 15. Dezember 1918 auch in dem von ihm besetzten linksrheinischen deutschen Gebiet und zum 1. Januar 1919 auch im rechtsrheinisch besetzten Gebiet (Brückenköpfe Mainz und Koblenz) ein. Zumindest im Eisenbahnbetrieb wurde das im weiterhin besetzten linksrheinischen Gebiet zum 1. Februar 1925 aufgegeben und die Mitteleuropäische Zeit wieder eingeführt.